# Russell Frehling
Russell Frehling (* um 1950) ist ein US-amerikanischer Installationskünstler und Komponist.
Frehling studierte bis 1974 an der Brandeis University, wo er den Reiner Prize für Komposition erhielt. Nach privatem Unterricht bei Pauline Oliveros und Morton Feldman studierte er elektronische Musik bei Robert Ashley und David Behrman am Center for Contemporary Music des Mills College. 
Zwischen 1975 und 1980 betrieb er ein Tonstudio und arbeitete in Iki (Japan) im Auftrag von Greenpeace an akustischen Unterwasserzäunen für Delphine, die Konflikte zwischen Fischern und Delphinen verhindern sollten. Er arbeitete dann als Live-Elektroniker und Computermusiker mit Oliveros'  Deep Listening Band (u. a. Unquenchable Fire mit Joe McPhee) und ihrer New Circle Five Band. 
Neben seiner Arbeit als Studiotechniker für Deep Listening besorgte er das Mastering für verschiedene Rock- und Popbands, war Partner des Multimedia-Künstlers Gustavo Matamoros und Vizepräsident der Pauline Oliveros Foundation. In jüngerer Zeit konzentrierte er sich auf Klanginstallationen an Gebäuden und in der Natur.

## Werke
- Sound Field, Klanginstallation
- Fluxation No. 2, 1992
- Untitled: Artifacts / Lonlines, Videoprojekt, 2004